# LHS 288
LHS 288 (GJ 3618) — звезда, которая находится в созвездии Киля на расстоянии приблизительно 14,6 световых лет от нас. Это одна из ближайших к нам звёзд.

## Характеристики
LHS 288 — тусклая звезда 13,92 величины, не видимая невооружённым глазом. Это относительно холодный красный карлик, имеющий массу, равную 11 % массы Солнца. Температура его поверхности составляет около 2940 кельвинов. Планет в данной системе пока обнаружено не было.